# ماجراهای مارتین ایدن
ماجراهای مارتین ایدن (انگلیسی: The Adventures of Martin Eden) یک فیلم ماجراجویی به کارگردانی سیدنی سالکو است که در سال ۱۹۴۲ منتشر شد.

## بازیگران
- گلن فورد
- کلر تروور
- اولین کیز
- استوارت اروین
- دیکی مور
- رافائلا اوتیانو
- آدیسون ریچاردز
- نستور پایوا
- والتر بالدوین
- پیر واتکین
- هری تنبروک
- چارلز هالتون
- چارلز لین
- یان مک‌دانلد
- مارتا ونتورت
- بایرون فولگر